# ۱٬۳-دی متیل-۲-ایمیدازولیدینون
۱٬۳-دی متیل-۲-ایمیدازولیدینون (به انگلیسی: 1,3-Dimethyl-2-imidazolidinone) با فرمول شیمیایی C۵H۱۰N۲O یک ترکیب شیمیایی با شناسه پاب‌کم ۶۶۶۱ است. که جرم مولی آن ۱۱۴٫۱۴۵۷ می‌باشد. شکل ظاهری این ترکیب به صورت مایع شفاف است.